# Double Dealing Character
Touhou Kishinjō ~ Double Dealing Character. (яп. 東方輝針城 ～ Double Dealing Character., То̄хо̄ Кішінджьо̄, досл. «Східний замок сяючих голок 〜 Персонаж-дворушник») — це гра 2014 року в жанрі bullet hell та скрол-шутер, розроблена Team Shanghai Alice. Це чотирнадцята гра серії Touhou Project. Демоверсія вийшла 26 травня, 2013 на Reitaisai 10 і повна версія випущена на Comiket 84 12 серпня, 2013.
Double Dealing Character — перша гра серії Touhou, офіційно доступна онлайн через цифрову дистрибуцію; усі попередні ігри були лише на компакт-дисках. 7 квітня 2015 року видавець Playism оголосив про міжнародний реліз гри, що зробило Double Dealing Character першою грою серії, випущеною за межами Японії. Double Dealing Character також вийшла у Steam 18 червня 2019 року.

## Ігролад

Рейму б'ється з Секібанкі, голова якої відокремилася від тіла.

Double Dealing Character дотримується механік, що існували в попередніх іграх серії Touhou Project, із системою даммаку та спел-карток. Тематика ігроладу ні нова, ні ретро. Це «неоретро-шутер у стилі даммаку 2000-х», з простим ігроладом, і водночас забираючи багато складних механік. Це перша гра серії, яка підтримує роздільну здатність 1280×960.
Гравці можуть обрати одну з трьох головних героїнь: Рейму Хакурей, Марісу Кірісаме або Сакую Ідзайой. Кожен персонаж може обрати один з двох типів атаки: один, в якім він бере свою зброю, та інший, в якім він не бере її.
Система очок зосереджена на зборі предметів. Збір багатьох предметів одним великим заходом нагородить гравця бонусними очками залежно від того, скільки було зібрано. Це робиться шляхом переміщення за межу в верхній частині екрана або за допомогою бомби. Ціну очок також можна збільшити ґрейзом, стрільбою в фокусі, та стиранні куль (що відіграє важливу роль у нарахуванні очок в Subterranean Animism та Ten Desires). Значення чарокарток також було збільшено порівняно з попередніми іграми.
У цій частині також присутні фрагменти бомб та життя. Вони можуть випадати з босів, а також бути нагородою за збір предметів.

## Сюжет
Йокаї бунтують, з'являються цукумоґамі. Згущуються хмари, а сильний вітер несе звук великого замку. Ґенсокьо сповнене звуками безладу. Зброя трьох головних героїв починає дивно поводитися; тим часом різні йокаї починають повставати. Їхнє завдання — або взяти зброю в руки та битися з йокаями, або відкинути її.

## Персонажі

### Героїні
- Рейму Хакурей (яп. 博麗 霊夢) Рейму атакує самонавідними пострілами та ґохеєм або голками.
- Маріса Кірісаме (яп. 霧雨 魔理沙) Маріса атакує лазерами, вогнем або ракетами.
- Сакуя Ідзайой (яп. 十六夜 咲夜) Сакуя атакує своїми ножами або самонавідними срібними кинджалами.

### Боси
- Чірно (яп. チルノ) — мід-бос першого рівня. У неї немає діалогів і лише одна картка на Складному та Лунатику.
- Вакасаґіхіме (яп. わかさぎ姫) — русалка та бос 1-го рівня. Здається, вона під впливом сили калатала вирішує атакувати гравця.
- Секібанкі (яп. 赤蛮奇) — мід-бос та бос 2-го рівня. Рокурокубі, яка може запускати свою голову в політ. Здається, вона перебуває під впливом сили калатала і вирішує напасти на гравця.
- Каґеро Імаїдзумі (яп. 今泉 影狼) — бос 3-го рівня. Перевертень, яка може перетворюватися на вовка в повню. Її бачили в бамбуковому лісі загублених, де вона сіє хаос, але героїні легко перемагають, і вона визнає, що діє не за власною волею.
- Бенбен Цукумо (яп. 九十九 弁々) — Бенбен є мід-босом рівня 4B та 4A, а також мід-босом екстра рівня. Вонацукумоґамі, оживлена силою калатала. Тому вона хоче перешкодити гравцеві розв'язати інцидент, що призведе до повернення її в початкову форму, біву.
- Яцухаші Цукумо (яп. 九十九 八橋) — Яцухаші є мід-босом рівня 4A та 4B, а також мід-босом екстра рівня. Вона також цукумоґамі, оживлена силою молотка, і вважає Бенбен своєю сестрою. Її базова форма — кото.
- Сейджя Кіджін (яп. 鬼人 正邪) — Сейджя — мід-бос та бос 5-го рівня, мід-бос 6-го рівня. Сейджя — аманоджяку зі здібністю перевертати, яка планує влаштувати соціальні потрясіння. Вона обманює Шіммьомару Сукуну, вважаючи, що до кобіто несправедливо ставляться у зовнішньому світі. Вона також переконала Шінмьомару використати чарвіне калатало, щоб перекинути суспільство.
- Шіммьомару Сукуна (яп. 少名 針妙丸) — Шінмьомару — бос 6-го рівня. Кобіто (хлопчик-мізинчик), нащадок Дюймового Самурая, її обдурила Сейджя, і вона використовує чарівне калатало, щоб перекинути суспільство.
- Райко Хорікава (яп. 堀川 雷鼓) — Райко — босом екстра рівня. Вона цукумоґамі тайко, яка отримала силу калатала.

## Критика
Game Rant називають Double Dealing Character четвертою найкращою грою в серії, написавши, що «для гравців, готових до виклику, Double Dealing Character доведе вас до межі. Однак для тих, хто достатньо зацікавлений у вивченні нових правил і хитрощів, це буде вартим того».

## Додатки
1. ↑  Double Dealing Character was sold on the final day of Comiket 84.